# Jacques Berthieu
Pour les articles homonymes, voir Saint Jacques et Berthieu.
Jacques Berthieu, né le 27 novembre 1838 à Polminhac, en France dans le Cantal (diocèse de Saint-Flour) et mort (fusillé) le 8 juin 1896 à Ambiatibe, à une cinquantaine de km d'Ankazondandy (Madagascar), est un prêtre jésuite français, missionnaire à Madagascar. Mort pour la foi chrétienne lors de la rébellion Menalamba  de 1896, il fut le premier bienheureux et martyr malgache. Il a été canonisé par le pape Benoît XVI le 21 octobre 2012.

## Biographie

### Formation et jeune prêtre
Né de solides et austères paysans Auvergnats, sur le domaine de Montlogis (Polminhac), Jacques Berthieu suit ses études secondaires au petit-séminaire de Pleaux avant de passer, pour la préparation au sacerdoce, au grand-séminaire de Saint-Flour (Cantal). Ordonné prêtre le 21 mai 1864 pour le diocèse de Saint-Flour, il est nommé vicaire de Roannes-Saint-Mary. Mal accepté par le curé (qui attendait la nomination d’un autre), Berthieu fait montre de patience et s’adapte à la situation. 
Souhaitant partir en pays de mission, il demande son admission dans la Compagnie de Jésus. Alors que son évêque prévoyait de le nommer curé, il entre au noviciat de Pau le 31 octobre 1873 : il a 35 ans. En 1874, il se trouve au scolasticat de Vals-près-le-Puy pour un bref « appel » du cours de philosophie. Au contact de Henri Ramière qui s’y trouve, il développe une profonde dévotion pour le Sacré-Cœur.

### Départ pour les missions
En 1875, le R.P. Berthieu est envoyé à l’île de La Réunion d’où il passe bientôt à Sainte-Marie (aujourd’hui: Nosy Boraha), une île au large de la côte nord-est de Madagascar, pour y étudier la langue malgache. Avec deux autres jésuites et les Sœurs de Saint-Joseph de Cluny, il forme une équipe missionnaire dynamique. Il y fait du travail pastoral durant cinq ans, jusqu’en mars 1880.

### Dans la grande île: Madagascar
Le 29 mars 1880, dans le cadre de l'expulsion des congrégations, les jésuites sont chassés de tous les territoires français dont l'île Sainte-Marie faisait partie. Cela contraint Berthieu à passer sur la grande île de Madagascar, alors royaume indépendant. Il y travaille comme missionnaire parmi les Betsileo dans le district d'Ambohimandroso, au sud de Tananarive, de 1881 à 1883.  Au cours de la première guerre franco-malgache (1881-1885), les citoyens français sont arrêtés et rassemblés dans des camps de concentration : le R.P. Berthieu se retrouve ainsi à Tamatave où il se porte volontaire comme aumônier militaire. 
Une fois libéré, il est nommé dans le district d’Ambositra. De 1886 à 1891, il y dirige la mission catholique et y augmente le nombre de postes missionnaires (de 6 à 15). L’éducation scolaire retient particulièrement son attention. 
En 1891, Berthieu est envoyé au nord de Tananarive, à Andrainarivo (Anjozorofady) où on lui confie la responsabilité de deux postes. La situation y est souvent délicate ; les rivalités entre protestants et catholiques y sont vives.  De plus la tension monte entre la France et Madagascar. La pression colonialiste française conduit à un ultimatum (1894) qui est rejeté. Une deuxième guerre coloniale franco-malgache (1894-1895) s'ensuit et se termine par l’imposition d’un régime de colonie et l'abolition de la monarchie humiliant pour les Malgaches. Durant cette guerre, le missionnaire est contraint de se replier à La Réunion.

### Insurrection de 1896
De retour sur la grande île, à Ambatomainty, Berthieu est rapidement pris dans les convulsions de la violente insurrection politico-religieuse - opposition au christianisme comme au pouvoir français - du mouvement Menalamba opposé à l’accord de 1895 et à l’idée de protectorat. En mai 1896 éclate la rébellion. Les chrétiens sont souvent menacés car l’expansion du christianisme est perçue comme affaiblissant la puissance des idoles et autres fétiches qui soutiennent le pouvoir des autorités traditionnelles.
Berthieu cherche à placer ses chrétiens sous la protection des troupes françaises. Contraint par le pouvoir militaire à être évacué, tout un village chrétien se met en route, sous la direction du Père Jacques Berthieu, son pasteur, qui ne veut pas abandonner ses ouailles ; il se dirige vers Tananarive. Mal protégée par les soldats du colonel Combes (très mal disposé vis-à-vis de Berthieu car celui-ci n’avait pas hésité à lui reprocher des faits immoraux),  la colonne de villageois est attaquée par les Menalambas le 7 juin 1896.  Comme les chrétiens qu’il accompagnait, Berthieu est arrêté et soumis à des mauvais traitements.

### Mort du missionnaire

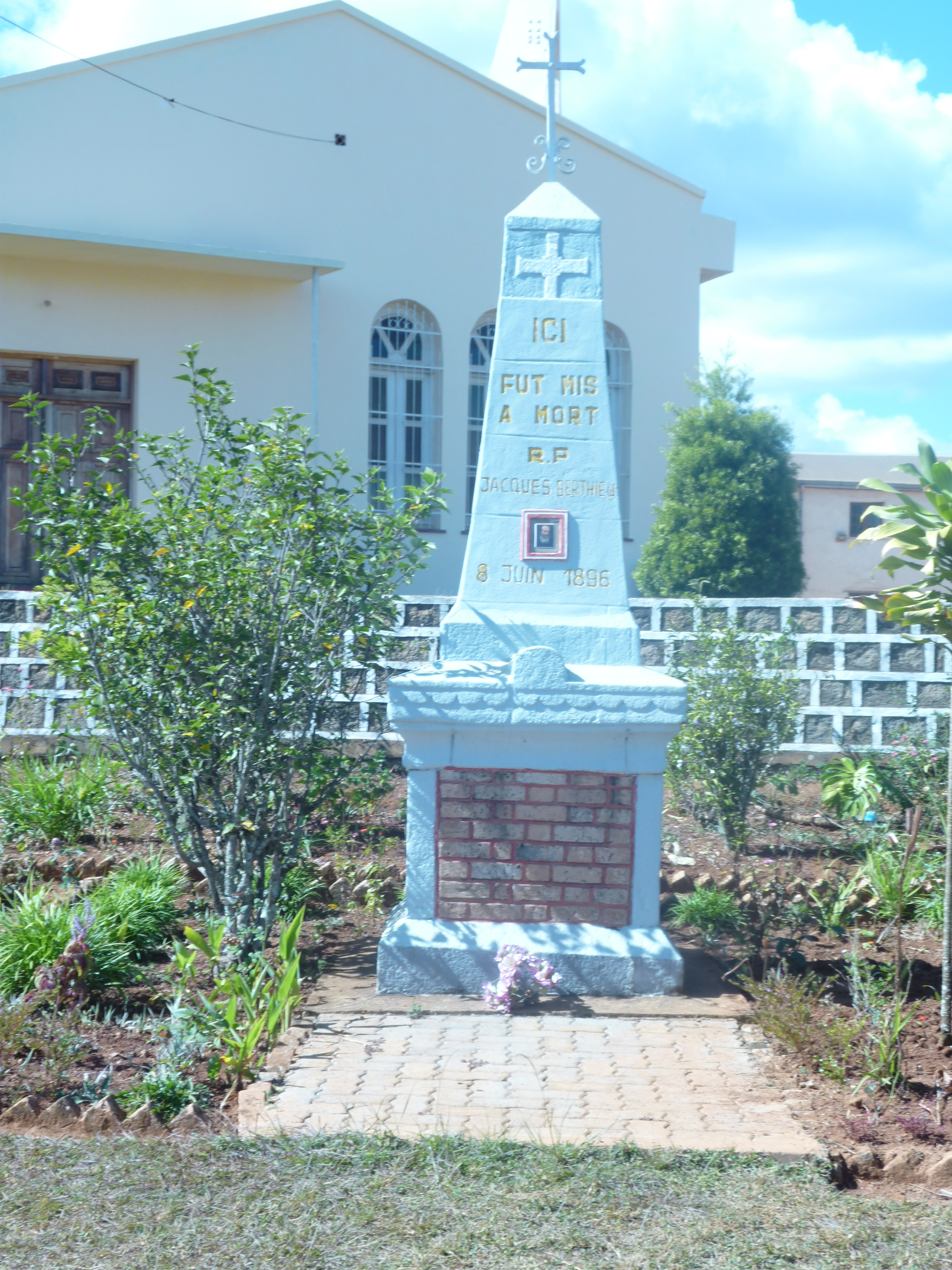
Monument érigé sur le lieu du martyre (Ambiatibe)

À la fois fanatiques, cruels et craintifs (crainte du pouvoir des « amulettes » de Berthieu que sont ses chapelet et crucifix…) les insurgés décident de le conduire auprès de leur chef, Rabozaka, à une quinzaine de kilomètres de là. Pour Berthieu, déjà blessé et en sang, cette longue marche est un calvaire. Plusieurs fois il lui est proposé d’abandonner sa religion, de « communiquer son pouvoir », et d’avoir ainsi la vie sauve : « nous ferons de toi un chef ». Berthieu refuse : « je ne puis consentir à cela ; je préfère mourir ». 
Passant par Ambohitra, poste chrétien ayant son école, son église et un petit presbytère, Berthieu demande aux chrétiens de lui donner un lamba (une pièce de tissu) car il avait été dépouillé des siens, et il avait froid. Terrorisés, les chrétiens ne font rien. Il demande également qu’on l’autorise à visiter l’église où il avait souvent célébré la messe. Ses gardes le lui refusent. Il se contente de s’agenouiller devant la porte et de réciter à haute voix le Notre Père. Le cortège poursuit ensuite sa route. Trois kilomètres de plus sur un chemin en raide montée et très difficile, et Berthieu n’en peut plus. On est arrivé à Ambiatibe, à quelque 60 km de Tananarive.  
Le 8 juin au soir, Berthieu n’a plus de force. De plus, les insurgés se demandent si le père, avec ses puissantes amulettes, ne va pas contaminer les idoles se trouvant au camp où on le conduit. Aussi décident-ils d’en finir avec lui. Porté à une cinquantaine de mètres du village d’Ambiatibe, il est fusillé. Au cinquième coup de feu, le R.P. Berthieu est mort. Comme, à genoux, il semble toujours les regarder, on lui fracasse la tête d’un coup de gourdin. À la tombée du jour, son corps est jeté dans une rivière voisine, la Mananara. Il ne sera jamais retrouvé. Sur les six meurtriers de saint Jacques Berthieu, les Français en ont fusillé trois. Des trois autres, le Père Théophile Weber, originaire d'Alsace (Rorschwihr), missionnaire dans le district où le Père Berthieu a été martyrisé, en a confessé l'un peu avant sa mort et en a baptisé deux.

## Béatification
- Jacques Berthieu est béatifié le 17 octobre 1965 par le pape Paul VI durant le IIe concile œcuménique du Vatican. Il est commémoré liturgiquement le 8 juin dans la Province de France des Jésuites et le 4 février dans les autres provinces de la Compagnie[3].

## Canonisation
- Jacques Berthieu est canonisé (déclaré saint) le 21 octobre 2012, dimanche des Missions, par le pape Benoît XVI.

## Citations
« Dieu sait si j'aimais et si j'aime encore et patriae fines et dulcis Alverniae arva (le sol de la patrie et la terre chérie de l'Auvergne). Et cependant Dieu me fait la grâce d'aimer bien plus encore ces champs incultes de Madagascar, où je ne puis que pêcher (et bien péniblement) à la ligne quelques âmes pour Notre Seigneur».
« La mission progresse, bien que les fruits ne soient encore qu'en espérance en bien des endroits et peu visibles en d'autres. Mais que nous importe, pourvu que nous soyons de bons semeurs : Dieu fera pousser en son temps ».